# Rasciens
Les Rasciens (serbe : Рац, pluriel : Раци ; hongrois : Rác, pluriel : Rácok ; allemand : Raize, pluriel : Raizen) désignent originellement l'ethnonyme attribué par les Magyars et les Allemands aux populations serbes et plus généralement slaves du Sud (par exemple les Bunjevci et Šokci). Ce dénominatif est un dérivé des habitants de l'ancienne Rascie, préfiguration au VIIe siècle du futur royaume de Serbie. Au XIVe siècle, on nomme Rascie la région d'immigration des Serbes au sud de la plaine hongroise, dans l'actuelle Hongrie. L'exonyme est resté dans les toponymes de certaines localités de Hongrie : Rácalmás, Ráckeresztúr, Ráckeve ou Tabán (en allemand : Raitzenstadt) ainsi que dans le patronyme Rácz/Rátz. De nos jours, ce dénominatif est perçu comme méprisant ou sarcastique.